# Walter Bishop jr.
Walter Bishop jr. (New York, 10 april 1927 - aldaar, 24 januari 1998) was een Amerikaanse jazzpianist van de bop en hardbop.

## Biografie
Walter Bishop jr. was de zoon van de componist Walter Bishop sr.. Tijdens zijn highschooltijd was hij bevriend met muzikanten als Kenny Drew, Sonny Rollins en Art Taylor. Zijn professionele carrière begon Bishop na de Tweede Wereldoorlog. Zo speelde hij in 1949 in The Four Brothers Band met Stan Getz, Zoot Sims, Allen Eager en Brew Moore. In oktober 1951 nam hij deel aan de Dig-sessie van Miles Davis. Hij begeleidde de trompettist ook tijdens diens sessie in januari 1953, toen deze de laatste keer opnam met Charlie Parker (Collectors' Items). Met Parker had hij in 1952 gespeeld tijdens het concert in het Rockland Palace. In 1953 speelde hij ook in het sextet van Oscar Pettiford. Bovendien werkte hij met Art Blakey, Tubby Hayes, Charlie Parker, Oscar Pettiford, Kai Winding, Jackie McLean, Curtis Fuller, Terry Gibbs, Sonny Stitt, Clark Terry, Blue Mitchell en later met de formatie Supersax.
Begin jaren 1960 leidde hij ook een eigen trio met Jimmy Garrison en G.T. Hogan. Hij trad op tot in de jaren 1990.
Na zijn studie aan de Juilliard School bij Hall Overton eind jaren 1960 onderwees hij tijdens de jaren 1970 muziektheorie aan colleges in Los Angeles. Vanaf 1983 onderwees hij aan de Hartt School van de University of Hartford. Hij schreef ook het leerboek Study in Fourths over jazz-improvisatie.

## Discografie
- 1961: Speak Low (Jazztime Records)
- 1963: Summertime (Fresh Sound Records) met Edward 'Butch' Warren, Jimmy Cobb
- 1964: Bish Bash (Xanadu Records)
- 1972: Coral Keys (Black Jazz Records)
- 1991: 12:00 Midnight Blue (Red Records)